# Марківська сільська рада (Роздільнянський район)
Марківська сільська́ ра́да (у минулому — Ново-Марківська, Наксі-Марківська) — колишня адміністративно-територіальна одиниця та орган місцевого самоврядування в Роздільнянському районі (поділ 1930-2020) Одеської області. Адміністративний центр — село Новокостянтинівка.
Дата ліквідації АТО — 17 липня 2020 року.

## Загальні відомості
Марківська сільська рада була утворена в 1944 році.
- Територія ради: 69,168 км²
- Населення ради: 760 осіб (станом на 2001 рік)
- Територією ради протікала річка Кучурган

## Історія
Щоб поліпшити адміністративно-територіальну побудову районів області й наблизити сільради та колгоспи до районного центру, в 1935 році Ново-Марківську сільську раду Гросулівського району перерахували до Роздільнянського.
Станом на 1 вересня 1946 року до складу Марківської сільської ради входили: с. Гетьманці, с. Марківка, с. Ново-Костянтинівка, с. Плавневе, с. Товстуха, х. Гаївка, х. Підгірний.
На 1 травня 1967 року Марківська сільська рада мала сучасний склад населених пунктів. На території сільради був колгосп «Правда» (господарський центр — Новокостянтинівка).
Відповідно до розпорядження КМУ № 623-р від 27 травня 2020 року "Про затвердження перспективного плану формування територій громад Одеської області" Марківська сільська рада разом ще з 3 сільрадами району ввійшла до складу Степанівської сільської громади.

## Населені пункти
Сільській раді були підпорядковані населені пункти:
- с. Новокостянтинівка
- с. Вапнярка
- с. Гетьманці
- с. Марківка
- с. Петрівка

## Населення
Згідно з переписом УРСР 1989 року чисельність наявного населення сільської ради становила 733 особи, з яких 321 чоловік та 412 жінок.
За переписом населення України 2001 року в сільській раді мешкало 760 осіб.

### Мова
Розподіл населення за рідною мовою за даними перепису 2001 року:
| Мова       | Відсоток |
| ---------- | -------- |
| українська | 86,71 %  |
| російська  | 8,29 %   |
| молдовська | 4,08 %   |
| білоруська | 0,92 %   |

## Склад ради
Рада складалась з 16 депутатів та голови.
- Голова ради:

### Керівний склад попередніх скликань
| Прізвище, ім'я, по батькові    | Основні відомості                                    | Дата обрання | Дата звільнення |
| ------------------------------ | ---------------------------------------------------- | ------------ | --------------- |
| Гарбузенко Володимир Антонович | Сільський голова, 1956 року народження, безпартійний | 26.03.2006   | 31.10.2010      |
| Осадець Микола Петрович        | Сільський голова, 1959 року народження, безпартійний | 25.11.2010   | 25.10.2015      |

Примітка: таблиця складена за даними сайту Верховної Ради України

### Депутати
За результатами місцевих виборів 2010 року депутатами ради стали:

#### За суб'єктами висування
| Суб'єкт висування | Кількість обраних депутатів | %    |
| ----------------- | --------------------------- | ---- |
| Самовисування     | 9                           | 56,3 |
| Партія регіонів   | 7                           | 43,8 |

#### За округами
| № округу        | Прізвище, ім'я, по батькові     | Дата визнання обраним | Освіта             | Партійна приналежність            | Відомості про обраного депутата               |
| --------------- | ------------------------------- | --------------------- | ------------------ | --------------------------------- | --------------------------------------------- |
| Партія регіонів |                                 |                       |                    |                                   |                                               |
| 1               | Голубенко Олександр Петрович    | 05.11.2010            | середня            | член Партії регіонів              | приватний підприємець                         |
| 5               | Скользька Валентина Павлівна    | 05.11.2010            | середня            | член Партії регіонів              | відділ зв'язку с. Марківка, завідувачка       |
| 6               | Голубенко Ірина Станіславівна   | 05.11.2010            | середня            | член Партії регіонів              | приватний підприємець                         |
| 8               | Козлюк Анатолій Іванович        | 05.11.2010            | середня            | позапартійний                     | газорозподільна станція с. Марківка, оператор |
| 10              | Кукушка Олена Михайлівна        | 05.11.2010            | середня спеціальна | член Партії регіонів              | Марківська сільська рада, секретар            |
| 11              | Гарбузенко Діана Євгенівна      | 05.11.2010            | середня            | член Партії регіонів              | ПП «Осадець», продавець                       |
| 13              | Передьора Олександр Аркадійович | 05.11.2010            | середня            | позапартійний                     | тимчасово не працює                           |
| Самовисування   |                                 |                       |                    |                                   |                                               |
| 2               | Гаврилків Наталя Іванівна       | 17.01.2011            | середня            | позапартійна                      | тимчасово не працює                           |
| 3               | Гарбузенко Олена Кузьмівна      | 05.11.2010            | середня            | позапартійна                      | приватний підприємець                         |
| 4               | Коваленко Зінаїда Єфремівна     | 05.11.2010            | вища               | позапартійна                      | пенсіонер                                     |
| 7               | Романюк Михайло Іванович        | 05.11.2010            | середня            | член Комуністичної партії України | загальноосвітня школа с. Марківка             |
| 9               | Ліліца Павло Павлович           | 05.11.2010            | середня спеціальна | позапартійний                     | тимчасово не працює                           |
| 12              | Струк Оксана Олексіївна         | 05.11.2010            | середня            | позапартійна                      | Марківський сільський клуб, прибиральниця     |
| 14              | Дорубець Іван Іванович          | 05.11.2010            | середня            | позапартійний                     | приватний підприємець                         |
| 15              | Гаплик Сергій Миколайович       | 05.11.2010            | середня            | позапартійний                     | ст. Роздільна сортувальна, робітник           |
| 16              | Воловіна Наталя Петрівна        | 17.01.2011            | вища               | позапартійна                      | Яковлівська сільська рада, головний бухгалтер |